# Дискографія Guns N' Roses
Дискографія Guns N' Roses, американського рок-гурту, сформованого в Лос-Анджелесі, Каліфорнія, у 1985 році учасниками гуртів Hollywood Rose та L.A. Guns, складається з шести студійних альбомів, одного концертного альбому, двох збірок, трьох міні-альбомів і двадцяти одного сингла. Після того як співзасновники Ексл Роуз (вокал) та Іззі Стредлін (ритм-гітара) вирішили взяти як соло-гітариста Слеша, як басиста Даффа Маккагана і як барабанщика Стівена Адлера, гурт уклав контракт з лейблом Geffen Records в 1986 році та видав міні-альбом Live ?!*@ Like a Suicide. Після цього записав свій дебютний альбом Appetite for Destruction, що вийшов у 1987 році, досягнувши першого рядка чарту Billboard 200 і ставши найпродаванішим дебютним альбомом в історії зі своїми 18 мільйонами екземплярів, проданих лише в Сполучених Штатах.
Наступним релізом гурту став G N' R Lies, який включав в себе чотири записи з Live ?!*@Like a Suicide на одній стороні та чотири акустичні пісні на іншій. В 1990 році Guns N' Roses повернулися в студію записати свій новий альбом з двома новими учасниками: клавішником Діззі Рідом та барабанщиком Меттом Сорумом, який змінив Адлера після його відходу через проблеми з наркотиками. Результатом стали два подвійні альбоми Use Your Illusion I та Use Your Illusion II, які були видані одночасно в 1991 році і дебютували на першому рядку Billboard 200, Use Your Illusion I очолив британський чарт. Під час Use Your Illusion Tour Страдлін покинув гурт і був замінений Гілбі Кларком. Після завершення туру, в 1994 році, Guns N' Roses видали The Spaghetti Incident?, альбом, що складається з кавер-версій. Внутрішні конфлікти змусили більшу частину учасників залишити гурт, залишивши лише Роуза і Ріда з ери Use Your Illusion. Їх шостий альбом, Chinese Democracy, був виданий у 2008 році після близько десятиліття роботи та безлічі змін складу гурту. Guns N' Roses продали за попередніми підрахунками близько 100 мільйонів альбомів у всьому світі, включаючи близько 45 мільйонів в Сполучених Штатах.

## Студійні альбоми
| Рік  | Альбом                                                          | Найвищі позиції в чартах | Найвищі позиції в чартах | Найвищі позиції в чартах | Найвищі позиції в чартах | Найвищі позиції в чартах | Найвищі позиції в чартах | Найвищі позиції в чартах | Найвищі позиції в чартах | Найвищі позиції в чартах | Найвищі позиції в чартах | Найвищі позиції в чартах | Найвищі позиції в чартах | Найвищі позиції в чартах | Найвищі позиції в чартах | Найвищі позиції в чартах | Найвищі позиції в чартах | Найвищі позиції в чартах | Найвищі позиції в чартах | Найвищі позиції в чартах | Найвищі позиції в чартах | Сертифікації |
| Рік  | Альбом                                                          | AU                       | AT                       | BE                       | CA                       | CH                       | DE                       | EU                       | ES                       | FI                       | FR                       | HU                       | IE                       | IT                       | JP                       | NL                       | NO                       | NZ                       | SE                       | UK                       | US                       | Сертифікації |
| ---- | --------------------------------------------------------------- | ------------------------ | ------------------------ | ------------------------ | ------------------------ | ------------------------ | ------------------------ | ------------------------ | ------------------------ | ------------------------ | ------------------------ | ------------------------ | ------------------------ | ------------------------ | ------------------------ | ------------------------ | ------------------------ | ------------------------ | ------------------------ | ------------------------ | ------------------------ | --- |
| 1987 | Appetite for Destruction - Реліз: 21 липня - Лейбл: Geffen      | 7                        | 3                        | 2                        | 7                        | 7                        | 11                       | —                        | —                        | 6                        | 43                       | 12                       | 11                       | 13                       | 78                       | 3                        | 9                        | 1                        | 32                       | 5                        | 1                        | Список - : 3×Платиновий - : 3×Платиновий - : Платиновий - : Платиновий - : Діамантовий - : Платиновий - : Золотий - : 2×Золотий - : Платиновий - : Золотий - : 3×Платиновий - : 18×Платиновий          |
| 1988 | G N' R Lies - Реліз: 29 листопада - Лейбл: Geffen               | 18                       | 10                       | —                        | 16                       | 15                       | 37                       | —                        | —                        | 7                        | —                        | —                        | —                        | 8                        | 205                      | 12                       | 6                        | 5                        | 7                        | 22                       | 2                        | Список - : Платиновий - : Платиновий - : Золотий - : Золотий - : Золотий - : Платиновий - : Золотий - : 5×Платиновий                                                                                   |
| 1991 | Use Your Illusion I - Реліз: 17 вересня - Лейбл: Geffen         | 2                        | 2                        | —                        | 1                        | 3                        | 4                        | 4                        | 5                        | 3                        | 18                       | 6                        | 28                       | 4                        | 3                        | 2                        | 3                        | 2                        | 3                        | 2                        | 2                        | Список - : 5×Платиновий - : 4×Платиновий - : 2×Платиновий - : Платиновий - : Діамантовий - : 2×Платиновий - : Платиновий - : Платиновий - : Платиновий - : Платиновий - : 7×Платиновий - : Платиновий  |
| 1991 | Use Your Illusion II - Реліз: 17 вересня - Лейбл: Geffen        | 1                        | 1                        | —                        | 1                        | 2                        | 2                        | 3                        | 4                        | 1                        | 11                       | 3                        | 29                       | 2                        | 2                        | 2                        | 2                        | 1                        | 4                        | 1                        | 1                        | Список - : 6×Платиновий - : 5×Платиновий - : 2×Платиновий - : Платиновий - : 9×Платиновий - : 2×Платиновий - : Платиновий - : Платиновий - : Платиновий - : Платиновий - : 7×Платиновий - : Платиновий |
| 1993 | «The Spaghetti Incident?» - Реліз: 23 листопада - Лейбл: Geffen | 1                        | 4                        | 3                        | 3                        | 3                        | 5                        | 3                        | 2                        | 2                        | 3                        | 3                        | —                        | 3                        | 6                        | 4                        | 2                        | 3                        | 2                        | 2                        | 4                        | Список - : Платиновий - : Золотий - : Платиновий - : 3×Платиновий - : Золотий - : Платиновий - : 2×Золотий - : Платиновий - : Платиновий - : Золотий - : Платиновий                                    |
| 2008 | Chinese Democracy - Реліз: 23 листопада - Лейбл: Geffen         | 3                        | 3                        | 4                        | 1                        | 1                        | 2                        | 1                        | 8                        | 1                        | 10                       | 4                        | 3                        | 3                        | 3                        | 4                        | 2                        | 1                        | 4                        | 2                        | 3                        | Список - : Платиновий - : Золотий - : Золотий - : Платиновий - : Платиновий - : Золотий - : Платиновий - : Платиновий                                                                                  |

## Концертні альбоми
| Рік  | Альбом                                                 | Найвищі позиції в чартах | Найвищі позиції в чартах | Найвищі позиції в чартах | Найвищі позиції в чартах | Найвищі позиції в чартах | Найвищі позиції в чартах | Найвищі позиції в чартах | Найвищі позиції в чартах | Найвищі позиції в чартах | Найвищі позиції в чартах | Найвищі позиції в чартах | Найвищі позиції в чартах | Найвищі позиції в чартах | Найвищі позиції в чартах | Найвищі позиції в чартах | Найвищі позиції в чартах | Сертифікації                                              |
| Рік  | Альбом                                                 | AT                       | CA                       | CH                       | DE                       | ES                       | FI                       | IE                       | IT                       | JP                       | NL                       | NO                       | NZ                       | PT                       | SE                       | UK                       | US                       | Сертифікації                                              |
| ---- | ------------------------------------------------------ | ------------------------ | ------------------------ | ------------------------ | ------------------------ | ------------------------ | ------------------------ | ------------------------ | ------------------------ | ------------------------ | ------------------------ | ------------------------ | ------------------------ | ------------------------ | ------------------------ | ------------------------ | ------------------------ | --------------------------------------------------------- |
| 1999 | Live Era '87–'93 - Реліз: 23 листопада - Лейбл: Geffen | 29                       | 25                       | 31                       | 53                       | 96                       | 29                       | 49                       | 19                       | 10                       | 16                       | 17                       | 32                       | 6                        | 49                       | 45                       | 45                       | Список - : Золотий - : Платиновий - : Золотий - : Золотий |

## Збірки
| Рік  | Альбом                                               | Найвищі позиції в чартах | Найвищі позиції в чартах | Найвищі позиції в чартах | Найвищі позиції в чартах | Найвищі позиції в чартах | Найвищі позиції в чартах | Найвищі позиції в чартах | Найвищі позиції в чартах | Найвищі позиції в чартах | Найвищі позиції в чартах | Найвищі позиції в чартах | Найвищі позиції в чартах | Найвищі позиції в чартах | Найвищі позиції в чартах | Найвищі позиції в чартах | Найвищі позиції в чартах | Найвищі позиції в чартах | Найвищі позиції в чартах | Найвищі позиції в чартах | Найвищі позиції в чартах | Сертифікації |
| Рік  | Альбом                                               | AU                       | AT                       | BE                       | CA                       | CH                       | DE                       | EU                       | ES                       | FI                       | FR                       | HU                       | IE                       | IT                       | JP                       | NL                       | NO                       | NZ                       | SE                       | UK                       | US                       | Сертифікації |
| ---- | ---------------------------------------------------- | ------------------------ | ------------------------ | ------------------------ | ------------------------ | ------------------------ | ------------------------ | ------------------------ | ------------------------ | ------------------------ | ------------------------ | ------------------------ | ------------------------ | ------------------------ | ------------------------ | ------------------------ | ------------------------ | ------------------------ | ------------------------ | ------------------------ | ------------------------ | --- |
| 1998 | Use Your Illusion - Реліз: 25 серпня - Лейбл: Geffen | —                        | —                        | —                        | —                        | —                        | —                        | —                        | —                        | —                        | —                        | —                        | —                        | —                        | —                        | —                        | —                        | —                        | —                        | —                        | —                        | Список - : 3×Платиновий |
| 2004 | Greatest Hits - Реліз: 23 березня - Лейбл: Geffen    | 6                        | 1                        | 1                        | 2                        | 2                        | 4                        | 2                        | 26                       | 1                        | 4                        | 1                        | 1                        | 2                        | 11                       | 3                        | 1                        | 1                        | 2                        | 1                        | 3                        | Список - : 2×Платиновий - : 8×Платиновий - : Золотий - : Платиновий - : Платиновий - : Золотий - : Платиновий - : Золотий - : Золотий - : Золотий - : Платиновий |

## Міні-альбоми
| Рік  | Альбом                                                                    | Коментарі                                                                    |
| ---- | ------------------------------------------------------------------------- | ---------------------------------------------------------------------------- |
| 1986 | Live ?!*@ Like a Suicide - Дата випуску: 16 грудня - Лейбл: Uzi Suicide   | - Видавався лише в США - 10,000 копій                                        |
| 1987 | Guns N' Roses (Live from the Jungle) - Дата випуску: 1983 - Лейбл: Geffen | - Видавався лише в Японії                                                    |
| 1993 | The «Civil War» EP - Дата випуску: 8 грудня - Лейбл: Geffen               | - Включені пісні з Use Your Illusion I і II і ексклюзивне інтерв'ю зі Слешем |

## Сингли
| Рік  | Сингл                       | Позиція в чартах | Позиція в чартах | Позиція в чартах | Позиція в чартах | Позиція в чартах | Позиція в чартах | Позиція в чартах | Позиція в чартах | Позиція в чартах | Позиція в чартах | Позиція в чартах | Позиція в чартах | Позиція в чартах | Позиція в чартах | Позиція в чартах | Позиція в чартах | Позиція в чартах | Позиція в чартах | Позиція в чартах | Сертификації                                              | Альбом                     |
| Рік  | Сингл                       | AU               | AT               | BE               | CA               | CH               | DE               | ES               | FI               | FR               | IE               | IT               | NL               | JP               | NO               | NZ               | SE               | UK               | US               | US Main          | Сертификації                                              | Альбом                     |
| ---- | --------------------------- | ---------------- | ---------------- | ---------------- | ---------------- | ---------------- | ---------------- | ---------------- | ---------------- | ---------------- | ---------------- | ---------------- | ---------------- | ---------------- | ---------------- | ---------------- | ---------------- | ---------------- | ---------------- | ---------------- | --------------------------------------------------------- | -------------------------- |
| 1987 | «It's So Easy»              | —                | —                | —                | —                | —                | —                | —                | —                | —                | —                | —                | —                | 82               | —                | —                | —                | 84               | —                | —                |                                                           | Appetite for Destruction   |
| 1987 | «Welcome to the Jungle»     | 41               | —                | —                | —                | —                | —                | —                | 21               | —                | 14               | —                | 84               | 2                | —                | 6                | —                | 24               | 7                | 37               | Список - : Золотий                                        | Appetite for Destruction   |
| 1988 | «Sweet Child o' Mine»       | 11               | —                | 36               | 2                | 15               | —                | —                | —                | 10               | 4                | —                | 20               | 72               | —                | 5                | 27               | 6                | 1                | 7                | Список - : Платиновий - : Золотий - : Платиновий          | Appetite for Destruction   |
| 1988 | «Paradise City»             | 48               | —                | 10               | —                | 7                | —                | —                | 17               | —                | 1                | —                | 2                | 7                | 4                | 2                | 3                | 6                | 5                | 14               | Список - : Золотий - : Срібний                            | Appetite for Destruction   |
| 1989 | «Patience»                  | 16               | —                | 9                | 10               | 16               | 38               | —                | 21               | —                | 2                | —                | 3                | 16               | —                | 4                | —                | 10               | 4                | 7                | Список - : Золотий                                        | G N' R Lies                |
| 1989 | «Nightrain»                 |                  | —                | 39               | —                | —                | —                | —                | —                | —                | 2                | —                | —                | —                | —                | 21               | —                | 17               | 93               | 26               |                                                           | Appetite for Destruction   |
| 1991 | «You Could Be Mine»         | 3                | 8                | 10               | 30               | 2                | 5                | 1                | 1                | 8                | 2                | 2                | 4                | 4                | 2                | 2                | 2                | 3                | 29               | 3                | Список - : Платиновий - : Золотий - : Золотий             | Use Your Illusion II       |
| 1991 | «Don't Cry»                 | 5                | —                | 10               | 11               | 3                | 22               | 10               | 1                | 22               | 1                | 10               | 7                | 3                | 2                | 2                | 9                | 8                | 10               | 3                | Список - : Золотий - : Золотий - : Золотий                | Use Your Illusion I        |
| 1991 | «Live and Let Die»          | 10               | 27               | 20               | 56               | 19               | 33               | 14               | 1                | 39               | 5                | 22               | 13               | 13               | 3                | 1                | 15               | 5                | 33               | 20               |                                                           | Use Your Illusion I        |
| 1992 | «November Rain»             | 5                | 27               | 18               | 5                | 8                | 9                | 19               | 7                | 2                | 3                | 26               | 3                | —                | 7                | 7                | 38               | 4                | 3                | 19               | Список - : Золотий - : Платиновий - : Срібний - : Золотий | Use Your Illusion I        |
| 1992 | «Knockin' on Heaven's Door» | 12               | 3                | 1                | —                | 5                | 5                | —                | 12               | 7                | 1                | 8                | 1                | —                | 6                | 2                | 10               | 2                | —                | 18               | Список - : Золотий - : Золотий                            | Use Your Illusion II       |
| 1992 | «Yesterdays»                | 14               | 18               | 27               | 53               | 19               | 23               | —                | 24               | —                | 5                | —                | 7                | —                | 5                | 7                | 16               | 8                | 72               | 13               |                                                           | Use Your Illusion II       |
| 1993 | «Civil War»                 | 45               | —                | 39               | —                | —                | —                | —                | 28               | —                | 15               | —                | 16               | 25               | 10               | 27               | —                | 11               | —                | 4                |                                                           | Use Your Illusion II       |
| 1993 | «Ain't It Fun»              | —                | —                | 26               | —                | 15               | 34               | —                | 21               | 70               | 14               | 19               | 22               | 5                | 3                | 36               | 5                | 9                | —                | 8                |                                                           | «The Spaghetti Incident?»  |
| 1994 | «Estranged»                 | 40               | —                | —                | —                | 41               | —                | —                | —                | 8                | —                | —                | —                | —                | —                | 28               | 26               | —                | —                | 24               |                                                           | Use Your Illusion II       |
| 1994 | «Since I Don't Have You»    | 47               | —                | —                | 20               | —                | —                | —                | —                | 28               | 16               | —                | —                | —                | —                | 48               | 40               | 10               | 69               | 11               |                                                           | «The Spaghetti Incident?»  |
| 1994 | «Sympathy for the Devil»    | 12               | 17               | 18               | 55               | 15               | 20               | 4                | 2                | 15               | 5                | 5                | 9                | 20               | 5                | 13               | 7                | 9                | 55               | 10               |                                                           | Interview with the Vampire |
| 2008 | «Chinese Democracy»         | —                | 26               | 27               | —                | 11               | 38               | —                | 3                | —                | —                | 7                | 15               | —                | 1                | 27               | 3                | 27               | 34               | 5                |                                                           | Chinese Democracy          |

### Промо-сингли
| Рік  | Сингл              | Позиція в чартах | Позиція в чартах | Альбом                           |
| Рік  | Сингл              | JP               | US Main          | Альбом                           |
| ---- | ------------------ | ---------------- | ---------------- | -------------------------------- |
| 1989 | «My Michelle»      | —                | —                | Appetite for Destruction         |
| 1991 | «14 Years»         | —                | —                | Use Your Illusion II             |
| 1992 | «Pretty Tied Up»   | —                | 35               | Use Your Illusion II             |
| 1993 | «Dead Horse»       | —                | —                | Use Your Illusion I              |
| 1994 | «Hair of the Dog»  | —                | 11               | «The Spaghetti Incident?»        |
| 1999 | «Oh My God»        | 47               | 26               | Саундтрек до фільму Кінець світу |
| 2008 | «Better»           | —                | 20               | Chinese Democracy                |
| 2009 | «Street of Dreams» | —                | —                | Chinese Democracy                |

## Відеоальбоми
| Рік  | Альбом                                                                     | Найвищі позиції в чартах | Найвищі позиції в чартах | Найвищі позиції в чартах | Найвищі позиції в чартах | Найвищі позиції в чартах | Найвищі позиції в чартах | Найвищі позиції в чартах | Найвищі позиції в чартах | Найвищі позиції в чартах | Найвищі позиції в чартах | Найвищі позиції в чартах | Сертифікації                            |
| Рік  | Альбом                                                                     | AU                       | AT                       | ES                       | FI                       | HU                       | NL                       | NO                       | JP                       | SE                       | UK                       | US                       | Сертифікації                            |
| ---- | -------------------------------------------------------------------------- | ------------------------ | ------------------------ | ------------------------ | ------------------------ | ------------------------ | ------------------------ | ------------------------ | ------------------------ | ------------------------ | ------------------------ | ------------------------ | --------------------------------------- |
| 1992 | Use Your Illusion I - Реліз: 24 листопада - Лейбл: Warner Reprise Video    | 17                       | —                        | 8                        | 1                        | 5                        | 28                       | 3                        | —                        | —                        | 23                       | 3                        | Список - AU: Золотий - US: 2×Платиновий |
| 1993 | Use Your Illusion II - Реліз: 23 лютого - Лейбл: Warner Reprise Video      | 22                       | —                        | 4                        | 2                        | 4                        | —                        | 6                        | —                        | —                        | 19                       | —                        | Список - US: Золотий                    |
| 1998 | Welcome to the Videos - Реліз: 29 жовтня - Лейбл: Warner Reprise Video     | 6                        | —                        | 7                        | 2                        | 6                        | —                        | 1                        | 222                      | 15                       | 11                       | 6                        | Список - AU: 3×Платиновий - US: Золотий |
| 2014 | Appetite for Democracy 3D - Реліз: 29 жовтня - Лейбл: Warner Reprise Video | —                        | 5                        | 6                        | —                        | —                        | 4                        | —                        | —                        | 7                        | —                        | 1                        | Список - AU: 3×Платиновий - US: Золотий |

## Музичні відео
| Рік  | Пісня                                                       | Режисер                                               |
| ---- | ----------------------------------------------------------- | ----------------------------------------------------- |
| 1987 | «It's So Easy» (невидане)                                   | Найджел Дік                                           |
| 1987 | «Welcome to the Jungle»                                     | Найджел Дік                                           |
| 1987 | «Sweet Child o' Mine» (альтернативне)                       | Найджел Дік                                           |
| 1987 | «Sweet Child o' Mine»                                       | Найджел Дік                                           |
| 1988 | «Paradise City»                                             | Найджел Дік                                           |
| 1989 | «Patience»                                                  | Найджел Дік                                           |
| 1991 | «Mr. Brownstone» (невидане)                                 | Марк Ракко                                            |
| 1991 | «My Michelle» (невидане)                                    | Марк Ракко                                            |
| 1991 | «You Could Be Mine» (невидане)                              | Марк Ракко                                            |
| 1991 | «You Could Be Mine» (версія Термінатор 2: Судний день)      | Марк Ракко Джеффрі Ебельсон Енді Морахан Стен Вінстон |
| 1991 | «Don't Cry» (оригінальна версія)                            | Енді Морахан                                          |
| 1991 | «Don't Cry» (з іншим текстом)                               | Енді Морахан                                          |
| 1991 | «Live and Let Die»                                          | Джош Річмен                                           |
| 1992 | «November Rain»                                             | Енді Морахан                                          |
| 1992 | «Knockin' on Heaven's Door» (live)                          | Енді Морахан                                          |
| 1992 | «Yesterdays»                                                | Енді Морахан                                          |
| 1992 | «Garden of Eden»                                            | Енді Морахан                                          |
| 1993 | «The Garden»                                                | Дель Джеймс                                           |
| 1993 | «Dead Horse»                                                | Ексл Роуз Слеш Дафф Маккаган Луї Марчіано             |
| 1993 | «Civil War» (live)                                          |                                                       |
| 1993 | «Estranged»                                                 | Енді Морахан                                          |
| 1994 | «Since I Don't Have You»                                    | Санте Д'Оразіо                                        |
| 2009 | «Bad Apples»                                                | Енді Морахан                                          |
| 2009 | «Better» (ніколи офіційно не видавалося, злито в 2012 році) | Дейл Рестеіні                                         |

## Саундтреки
| Рік  | Пісня                       | Фільм                                      |
| ---- | --------------------------- | ------------------------------------------ |
| 1989 | «Welcome to the Jungle»     | Тримайся за мене                           |
| 1990 | «Knockin' on Heaven's Door» | Дні грому                                  |
| 1994 | «Sympathy for the Devil»    | Інтерв'ю з вампіром: хроніка життя вампіра |
| 1997 | «Live and Let Die»          | Вбивство в Гросс-Пойнті                    |
| 1999 | «Oh My God»                 | Кінець світу                               |